# 肉穗果目
肉穗果目（学名：Batales），又名藜木目，包括2科。
1981年的克朗奎斯特分类法将其列在五桠果亚纲中，1998年根据基因亲缘关系分类的APG 分类法认为应该取消这个目，其属下的两个科直接合并到十字花目之下， 2003年经过修订的APG II 分类法维持原分类。